# Panama Challenger 2012
Il Panama Challenger 2012, noto anche come Visit Panamá Cup, è stato un torneo professionistico di tennis giocato sulla terra rossa. È stata la 1ª edizione del torneo che fa parte dell'ATP Challenger Tour nell'ambito dell'ATP Challenger Tour 2012. Si è giocato nella città di Panama dal 2 all'8 luglio 2012.

## Partecipanti

### Teste di serie
| Nazionalità     | Giocatore              | Ranking* | Testa di serie |
| --------------- | ---------------------- | -------- | -------------- |
| Stati Uniti     | Michael Russell        | 112      | 1              |
| Brasile         | Rogério Dutra da Silva | 114      | 2              |
| Canada          | Peter Polansky         | 179      | 3              |
| Colombia        | Carlos Salamanca       | 189      | 4              |
| Colombia        | Alejandro González     | 226      | 5              |
| Rep. Dominicana | Víctor Estrella Burgos | 228      | 6              |
| Colombia        | Eduardo Struvay        | 273      | 7              |
| Ecuador         | Júlio César Campozano  | 331      | 8              |

- Ranking al 25 giugno 2012.

### Altri partecipanti
Giocatori che hanno ricevuto una wild card:
- Walner Espinoza
- William Karlberg
- Gonzalo Lama
- Nicolás Massú

Giocatori passati dalle qualificazioni:
- Luca Margaroli
- Phillip Simmonds
- Felipe Escobar
- Christian Ignacio Benedetti

## Campioni

### Singolare
- Rogério Dutra da Silva ha battuto in finale  Peter Polansky con il punteggio di 6–3, 6–0

### Doppio
- Júlio César Campozano /  Alejandro González hanno battuto in finale  Daniel Kosakowski /  Peter Polansky con il punteggio di 6–4, 7–5